# ترتل (نحو)
زبان سه‌تایی آردی‌اف محتصر (به انگلیسی: Terse RDF Triple Language) یا ترتل (به انگلیسی: Turtle) یک نحو و نیز یک قالب پرونده است که برای بیان داده در مدل داده چهارچوب توصیف منبع (آردی‌اف) ایجاد شده‌است. نحو ترتل مشابه نحو اسپارکل (که یک زبان پرسمان آردی‌اف می‌باشد) است. «ترتل» در کنار N-Triples, JSON-LD، و اردی‌اف/اکس‌ام‌ال یک قالب داده معمول برای ذخیره داده آردی‌اف است.
آردی‌اف اطلاعات را به کمک سه‌تایی معنایی نمایش می‌دهد. سه‌تایی معنایی شامل یک فاعل، گزاره، و مفعول است. هر قطعه در سه‌تایی به صورت یک یوآرآی وب بیان می‌شود. ترتل راهی برای گروه‌بندی سه عدد URI برای ساخت یک سه‌تایی فراهم می‌بیند، و نیز راهی برای کوته‌سازی این URIها فراهم می‌بیند، مثلاً با عامل مشترک‌گیری قسمت‌های مشترک در URIها. برای مثال، اطلاعات در مورد «هاکل بری فین» می‌تواند به این صورت بیان گردد:
```
 
<
http://example.org/person/Mark_Twain>
  
<
http://example.org/relation/author>
  
<
http://example.org/books/Huckleberry_Finn> .
```

## تاریخچه
ترتل توسط «دیو بکت» به عنوان زیر مجموعه ای از زیان نماد۳ (N3) (ساخته شده توسط تیم برنرز لی و دان کونولی) و فرامجموعه ای از قالب حداقلی N-Triples ساخته شد. برخلاف N3 کامل، که قدرت بیان آن بسیار فراتر از بیان RDF است، ترتل تنها گراف‌های RDF مجاز را می‌تواند سریال‌سازی کند. ترتل یک جایگزین برای RDF/XML است، و یک نحو و استاندارد یگانه اصلی برای نوشتن RDF می‌باشد. برخلاف RDF/XML، ترتل مبتنی بر XML نیست، و در اساس نسبت به همتای XML اش قابل خواندن تر و ویرایش پذیرتر (به صورت دستی) می‌باشد.
اسپارکل، زبان پرسمان RDF، از یک نحو مشابه با ترتل برای بیان الگوهای پرسمان استفاده می‌کند.
در سال ۲۰۱۱، یک کارگروه ائتلاف وب جهان‌گستر (W3C) کار روی یک ویرایش به روز شده برای RDF را شروع کردند، که هدف آن منتشر شدن همراه با ویرایش استاندارد شده ترتل بود. این مشخصات برای ترتل در ۲۵ فوریه ۲۰۱۴ به عنوان یک پیشنهاد W3C منتشر شد.
درصد بالایی از جعبه ابزارهای RDF، توانایی سریال سازی و تجزیه ترتل را نیز دارند. بعضی از این جعبه ابزارها شامل: Redland, Sesame, Jena, Python's RDFLib و JavaScript's N3.js می‌باشد.

## مثال
مثال زیر ۳ پیشوند ("rdf" ,"dc"، و "ex") را تعریف می‌کند، و از آنها در بیان یک بیانیه دربارهٔ ویرایشگر سند RDF/XML استفاده می‌کند:
```
 
@prefix
 
rdf:
 
<http://www.w3.org/1999/02/22-rdf-syntax-ns#>
 
.

 
@prefix
 
dc:
 
<http://purl.org/dc/elements/1.1/>
 
.

 
@prefix
 
ex:
 
<http://example.org/stuff/1.0/>
 
.

 
<http://www.w3.org/TR/rdf-syntax-grammar>

   
dc
:
title
 
"RDF/XML Syntax Specification (Revised)"
 
;

   
ex
:
editor
 
[

     
ex
:
fullname
 
"Dave Beckett"
;

     
ex
:
homePage
 
<http://purl.org/net/dajobe/>

   
]
 
.

```

مثال‌های ترتل همچنین نحو مجازی به زبان نماد۳ هستند.
این مثال یک گراف RDF را که شامل چهار عدد سه‌تایی است، رمزگذاری می‌کند، که این سه تایی‌ها این واقعیت‌ها را بیان می‌کنند:
- گزارش فنی W3C دربارهٔ نحو و دستور زبان RDF به صورت عنوان RDF/XML Syntax Specification (Revised).
- ویرایشگر گزارش یک فرد خاص است که به نوبه خودش:
  - نام کامل Dave Beckett دارد.
  - صفحه وب خانه او در محل مشخصی قرار دارد.

اینجا سه‌تایی‌هایی آمده است که یک نمادگذاری N-Triples صریح را تشکیل می‌دهند:
```
 
<http://www.w3.org/TR/rdf-syntax-grammar>
 
<http://purl.org/dc/elements/1.1/title>
 
"RDF/XML Syntax Specification (Revised)"
 
.

 
<http://www.w3.org/TR/rdf-syntax-grammar>
 
<http://example.org/stuff/1.0/editor>
 
_
:
bnode
 
.

 
_
:
bnode
 
<http://example.org/stuff/1.0/fullname>
 
"Dave Beckett"
 
.

 
_
:
bnode
 
<http://example.org/stuff/1.0/homePage>
 
<http://purl.org/net/dajobe/>
 
.

```

نوع رسانه برای ترتل text/turtle است. کدبندی نویسه برای محتوای ترتل همیشه یوتی‌اف-۸ می‌باشد.

## گراف نام‌دار
نحو آردی‌اف TriG، ترتل را گسترش داده‌است به این شیوه که از گراف‌های نام‌دار پشتیبانی می‌کند.